# قاموس كامبريدج المتقدم للمتعلم
قاموس كامبيردج المتقدم المتعلم وهو ما يعرف (بالإنجليزية: Cambridge Advanced Learner)‏ أو قاموس كامبيردج الإنكليزي بشكل غير رسمي والمختصر في الحروف CALD والذي تم نشره لأول مرة في عام 1995 من قبل مطبعة جامعة كامبريدج تحت اسم قاموس كامبيردج الإنكليزي العالمي أو ما يسمى بالإنكليزية Cambridge International Dictionary of English و يحتوي القاموس على أكثر من 140.000 كلمة ومصطلحات ومعاني. وهي مناسبة للمتعلمين في مستويات اللغة الإنكليزية CEF خاصة المستوى فوق المتوسط B2 ومستوى إجادة اللغة C2

## الطبعات
- نشرت الطبعة الأولى لأول مرة في عام 2003.
- نشرت الطبعة الثانية لأول مرة عام 2005.
- نشرت الطبعة الثالثة لأول مرة في عام 2008.
- نشرت الطبعة الرابعة لأول مرة عام 2013.

## وصلات خارجية
- قاموس كامبردج المتقدم للمتعلم على الانترنت